# Smart ED

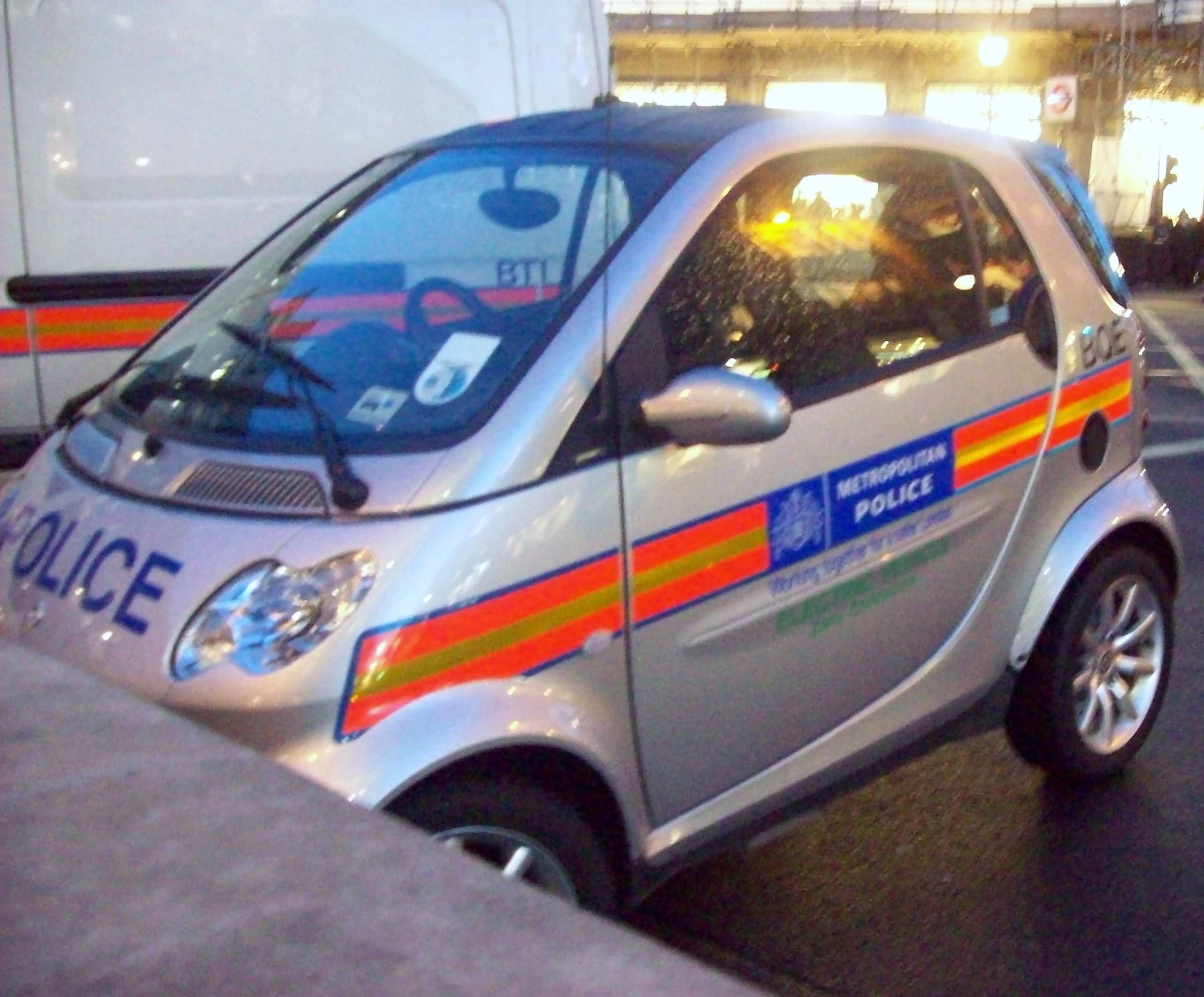
Smart ED (první generace) jako policejní vozidlo v centru Londýna

Smart Fortwo ED (zkratka z electric drive) je elektromobil, odvozený z mini automobilu verze Smart Fortwo. Původně byl model znám pod označením Smart Fortwo EV.

## Druhá generace
Společnost Daimler AG oznámila zahájení výroby druhé generace mini automobilu Smart Fortwo electric drive (ED). Výroba pravděpodobně začne v listopadu 2009, ve výrobním závodě ve městě Hambach, Francie.
Toto mini auto bude používat Li-ion baterie vyrobené firmou Tesla Motors s kapacitou 14 kWh.
Po prohlášení firmy Daimler, bude mít tento nový elektrický Smart dojezd do 115 km.
První verze Smartu ED budou dodávány na leasing zákazníkům v Berlíně a v ostatních městech v Evropě a USA. Od roku 2012 bude auto prodejně dostupné komukoli, kdo bude mít zájem.
Specifikace automobilu:
- Výkon: 30 kW (41 hp)
- Točivý moment: 120 Nm
- Ekonomika provozu: 12 kWh na 100 km
- Dojezd: do 115 km
- Nejvyšší rychlost: omezena na 100 km/h